# Det Sjællandske Jernbaneselskab
Det Sjællandske Jernbaneselskab var et jernbaneselskab, der byggede og drev de første jernbaner på Sjælland. Det blev oprettet for at drive den første jernbane i det nuværende danske kongerige fra København til Roskilde, der indviedes i 1847. Kiel - Altona var indviet i september 1844.
Selskabet var fra starten et rent privat foretagende – fortrinsvis ejet af Industriforeningen. Senere (i forbindelse med anlægget af banen fra Roskilde til Korsør) blev selskabet delvist subsidieret af staten gennem udstedelse af en statslig rentegaranti på aktierne på 4%.
I 1880 blev selskabet overtaget af staten og i 1885 indgik selskabet i DSB.

## Strækninger
Det Sjællandske Jernbaneselskab var i stort omfang ansvarlig for anlæggelsen af de sjællandske hovedbaner, og en række af landets mest trafikerede baner kan dateres tilbage til det. Den første bane var som nævnt i indledningen strækningen fra København til Roskilde, der indviedes af Christian 8. 26. juni 1847. I starten blev den nye bane af en del betragtet som en forlystelse, og stationen i København lå da også meget apropos lige ved siden af den fire år forinden åbnede forlystelsespark Tivoli. Senest med forlængelse til Korsør 27. april 1856 stod det dog klart, at jernbanen først og fremmest var et transportmiddel, der nu også kunne bruges i trafikken mellem landsdelene.
I begyndelse af 1860'erne vendte man blikket mod Nordsjælland. 22. juli 1863 indviedes således banen fra København til Klampenborg. 1. oktober samme år fulgte en sidegren til Lyngby, der 9. juni 1864 blev forlænget over Hillerød til Helsingør. Sammen med Klampenborgbanen tog man også Københavns anden banegård i brug næsten lige over for den første fra 1847. Men hvor Vestbanen fra den første banegård kørte ad nuværende Sønder Boulevard og gennem Valby, kørte togene til Klampenborg og Helsingør over dæmningen ved Gyldenløvesgade og gennem Nørrebro. I 1864 omlagdes Vestbanen tilsvarende til nye banegård med udkørsel over Frederiksberg.
Tanken om en "Fugleflugtslinje" til Berlin, der allerede dengang var et knudepunkt for rejsende sydover, blev født i 1860'erne og virkeliggjort med åbningen af Sydbanen Roskilde – Køge – Masnedsund 4. oktober 1870. Selskabet havde også koncession på bygningen af den tilsluttende strækning Orehoved – Nykøbing Falster, men under byggeriet af denne blev den overdraget til Lolland-Falsterske Jernbane Selskab. Dette selskab åbnede strækningen i 1872, og i 1886 blev den forlænget til Gedser. Broen fra Sjælland til Masnedø i 1884 forkortede rejsetiden yderligere.
Yderligere to strækninger kom til i form af Nordvestbanen fra Roskilde til Kalundborg 30. december 1874 og Frederikssundsbanen fra Frederiksberg til Frederikssund 15. juni 1879.
| Strækning                               | Artiklel            | Åbnet (som) |
| --------------------------------------- | ------------------- | --- |
| København - Korsør                      | Vestbanen           | 26. juni 1847 (København – Roskilde) 27. april 1856 (Roskilde – Korsør)                                                                        |
| København – Hillerød – Helsingør        | Nordbanen           | 22. juli 1863 (København – Nørrebro – Hellerup – Klampenborg) 1. oktober 1863 (Hellerup – Lyngby) 9. juni 1864 (Lyngby – Hillerød – Helsingør) |
| Hellerup – Klampenborg                  | Klampenborgbanen    | 22. juli 1863 (København – Nørrebro – Hellerup – Klampenborg)                                                                                  |
| Roskilde – Køge – Næstved – Masnedsund  | Sydbanen            | 4. oktober 1870 |
| Roskilde – Kalundborg                   | Nordvestbanen       | 30. december 1874 |
| Frederiksberg – Vanløse – Frederikssund | Frederikssundsbanen | 15. juni 1879 |

## Selskabets historie
Det Sjællandske Jernbaneselskab (SJS) blev stiftet 2. juni 1844 med bogholder J.C.G. Schram som administrerende direktør. J.C.G. Schram var sammen med professor Georg Frederik Ursin og sekretær Søren Hjorth nogle af de første til at fremlægge et forslag til en jernbane mellem København og Roskilde.
At det var et privat selskab og ikke staten, der skulle drive de kommende jernbaner, kan måske undre. Men årsagen var, at den danske stat simpelthen ikke havde de økonomiske ressourcer til rådighed for et kommende jernbanebyggeri. Således blev SJS af staten selv gjort ansvarlig for køb af arealer til banebygning, bygning af stationer samt anskaffelse af lokomotiv- og vognmateriel mv. Tilladelser til at bygge og drive banerne, blev dog givet af staten gennem koncessioner (retten til bygning og drift) for hver enkelt ny banestrækning. Til gengæld for koncessionerne forlangte staten, at den nødvendige kapital var til stede inden bygning påbegyndtes, og at jernbanemateriellets udformning og ikke mindst driften, skulle være underlagt visse politimæssige vedtægter og lovbestemmelser.
Til at føre kontrol med selskabet, havde staten udpeget en kongelig kommissarius, der havde ret og pligt til at gribe ind og forlange tingene ændret, hvis ikke selskabet overholdt det vedtagne. Udover denne ret indeholdt koncessionen mærkværdigvis intet om statslige begrænsninger over for selskabet. Mod at bygge jernbanen mellem København og Roskilde, fik selskabet ovenikøbet eneret på drift i hundrede år frem til 1947. Denne indrømmelse ændredes dog ved loven om Korsørbanen. For at få bedre mulighed med kontrol og ikke mindst få en eventuel mulighed for at overtage aktierne og dermed jernbanedriften, indvilligede staten i en rentegaranti over for selskabets aktionærer, hvis ikke renteudbyttet var på mindst 4 procent pro anno. Selskabet skulle så til gengæld efter 25 år, give staten mulighed for at overtage aktierne til pari hvis ønsket. Rentegarantien skulle endvidere tjene som opmuntring for kommende investorer i selskabet.
Helt frem til midten af 1870'erne var selskabets økonomi rimelig. Dette skyldtes til dels den senere direktør Viggo Rothe, der jf. DSB´s første Maskinchef O.F.A. Busse (den yngre), "bragte et fra begyndelsen mislykket Jernbane-Aktieselskab op til en agtet stilling blandt Nordens Jernbaner og skaffede uden kniberi eller misbrug af Selskabets Monopol dets Aktionærer en rimelig Rente". Men efterhånden som udbygningerne af banerne tog til, ændrede forholdene sig. Udgifterne i forbindelse med nyanlæg af baner samt nyanskaffelse af materiel var steget voldsomt, hvorfor det kunne forventes, at selskabet i løbet af en meget kort årrække ville komme i økonomiske problemer. Dette var måske også årsagen til, at selskabet havde en manglende villighed til at etablere nye banestrækninger. Flere gange gik selskabet først i gang med et projekt, efter trussel fra staten om at eneretsbevillingerne måske ville blive overdraget til andre. Og denne situation var jo i længden ikke holdbar for hverken selskabet eller det danske samfund som helhed.

### Statens overtagelse
Staten havde 1. september 1867 overtaget Det Danske Jernbanedriftselskab (DJDS), der drev banerne i Jylland og på Fyn. Disse baner blev overtaget under navnet Jysk-Fyenske Jernbaner (JFJ), fra 1874 til 1880, De Danske Statsbaner (DSB) og fra 1880 til 1885, Danske Statsbaner, Jylland og Fyn (DSB-JF). Overtagelsen af DJDS var der flere årsager til, men økonomiske problemer sammenholdt med statens manglende kontrolmuligheder, havde gjort overtagelsen ønskelig.
Holdningen til den private jernbanedrift havde altså ændret sig mærkbart. I begge af Rigsdagens to ting, Folketinget og Landstinget, anså man det nu for det rigtigste, at staten drev og ejede de store baneanlæg i landet. Og da man nu ejede og drev banerne i Jylland og på Fyn, var det jo derfor også naturligt, at staten overtog ejerforholdene og driften af banerne på Sjælland. Derved kunne man udøve den kontrol og indflydelse, man havde savnet på hele det danske jernbanenet. Ydermere var der et statsfinancielt hensyn at tage, da statskassen så at sige bugnede af penge. Dette fordi de to ting i Rigsdagen ikke kunne komme overens i lovspørgsmål, herunder hvad der skulle bruges penge på, hvorfor statskassens beholdninger steg og steg. I slutningen af 1870'erne foreslog finansminister, konseilspræsident J.B.S. Estrup derfor, at staten overtog SJS.
Selv om selskabet udadtil ikke syntes om statens eventuelle overtagelse, kunne det godt på længere sigt se fordelene, da det vidste, at efter år 1900, ville eneretsbevillingerne ikke mere blive indrømmet, og staten herefter ville kræve sig anlæggene overgivet til pari.

### De Sjællandske Statsbaner
Overtagelsen af SJS blev vedtaget i Rigsdagen 2. juli 1880. Samme år 14. oktober, nedlagde SJS sig selv ved en ekstraordinær generalforsamling, efter der var opnået sikkerhed for personalet. På grund af SJS's regnskabsår, blev det overtaget af staten med tilbagevirkende kraft pr. 1. januar 1880 under navnet De Sjællandske Statsbaner (SSB). SSB førtes videre næsten som tidligere også m.h.t. indkøb og drift og stadig med den tidligere administrerende direktør for SJS, Viggo Rothe som chef. Den mest markante forskel lå faktisk kun i, at det nu var Rigsdagen, der bevilligede pengene. De første par år efter statens overtagelse, prøvede Rigsdagen at komme til enighed om en ny styrelseslov for begge statsbaner, der skulle samle dem under en ny central ledelse. Denne ny styrelseslov blev faktisk først vedtaget ved en kongelig anordning pr. 7. april 1885, hvori bl.a. stod, at de to statsbaner skulle underlægges en af indenrigsministeren udpeget generaldirektør.
Som ny generaldirektør udnævntes den tidligere chef for DSB-JF Niels Holst pr. 1. oktober 1885. Denne udnævnelse medførte faktisk med det samme, at der opstod et skel de to tidligere baners personalegrupper imellem. Årsagen hertil var, at Generaldirektør Niels Holst mere eller mindre flyttede den tidligere DSB-JF administration fra Aarhus og til København, og hér faktisk begyndte en optagelse af SSB ind i DSB-JF i stedet for – skulle man mene – en ligeværdig sammenlægning de to statsbaner imellem. Dette misforhold personalegrupperne imellem, varede faktisk helt op til århundredeskiftet. Samtidig med den ny lovs ikrafttræden, fik SSB ændret navnet til Danske Statsbaner, Sjællandske Distrikt (DSB-S).
Bemærkelsesværdigt var det dog, at selvom de to statsjernbaner i princippet nu var en statsbane, fortsattes med to selvstændige maskinafdelinger, DSB-JF under ledelse af O.F.A. Busse (den yngre) og DSB-S under ledelse af P.A. Weien. De to maskinafdelinger var altså stadig hver især ansvarlig for indkøb og drift af lokomotiver og vogne. Endelig vedtoges organisationsloven af 12. april 1892, hvori bl.a. fremgik, at de resterende endnu ikke sammensluttede afdelinger, nu endelig skulle sammenlægges. Sjællandske Distrikts maskinafdeling med maskin- og vognpark blev nu helt optaget i DSB-JF. De nu fuldt ud sammensluttede statsbaner fik fællesbetegnelsen De Danske Statsbaner (DSB). Den nye maskinafdelings chef blev ikke uventet, den tidligere maskinchef ved DSB-JF O.F.A. Busse (den yngre).
En periode på 35 år, hvor selvstændige konstruktioner på godt og ondt prægede jernbanens barndom i Danmark, var slut. Denne periodes driftsforhold og deraf kommende beslutninger, var også en afspejling af de politiske forhold, fra enevældet over provisorietiden, til en begyndende socialisering, hvor staten overtog flere og flere af samfundets interesser.

## Direktører for SJS
- 1847-1856: Gustav Skram (adm. direktør)
- 1847-1848: Søren Hjorth (teknisk direktør)
- 1847-1848: Gerhard Grothusen (kassedirektør)
- 1848-1859: Jean Louis Felix Müller
- 1848-1885: Viggo Rothe (adm. direktør fra 1856)
- 1864-1885: Heinrich Theodor Wenck

## Driften
Antallet af daglige tog var indledningsvis ret lille med to til tre daglige forbindelser i hver retning. Det var ikke mange tog, men det danske samfund var i midten af 1800-tallet meget "stationært" og havde derfor ikke det store behov for flytning af mennesker og varer i større mængder. Men indførelsen af jernbanen gav muligheden for – i lighed med andre lande med jernbaner – at overgå fra bonde– til industrisamfundet og et nyt behov for transport opstod derfor gradvist.
De første rejsende var mere "fornøjelsesrejsende" end behovsrejsende. Det viste sig tydelig det første stykke tid på København-Roskilde- og København-Klampenborgbanerne, hvor antallet af rejsende søndag, langt oversteg antallet af rejsende på hverdage. Men med banernes tilkomst, begyndte befolkningen gradvist at bruge toget som transport til og fra arbejde rundt om de større byer, især København, til transport af varer til markeder, mælk til mejerier og levende kvæg til slagtehuse m.v. Behovet for ikke-personførende vogne opstod, og togene fik en blanding af person- og godsvogne. Dog havde der hele tiden været et behov for transport af materialer til bygning af baneanlæggene, men disse tog kørte som særtog og var derfor ikke optaget i køreplanerne.
En hindring for at afsende flere tog på banestrækningerne var sikkerheden, da hverken telegrafen eller optiske signaler var indført eller udbygget. Bortset fra strækningen mellem København og Valby, var alle strækninger enkeltsporede. Det betød, at togene kun kunne afgå med et vist tidsinterval, for at være sikker på, at det foran- eller modkørende tog var nået til en krydsnings- eller bestemmelsesstation. Det var den såkaldte "kørsel i tid". Denne metode blev anvendt fra banernes åbning og til ca. i midten af 1870’erne. Fra dette tidspunkt og frem, blev nyere og sikre signalsystemer indført, bl.a. anvendelsen af optiske signaler samt brugen af telegrafen og telefonen. Togene kunne nu fremføres efter begrebet "i rum", altså inddele banestrækningerne i rum (blokke).
København-Roskildebanen havde fra åbningen og flere år frem, tre tog i hver retning. Om søndagen indsattes dog flere tog, men kun mellem København og Valby – fornøjelsesrejser.
Klampenborgbanen var den første strækning, hvor der var et forskelligt behov sommer og vinter. Dog var søndagsplanerne i sommerperioden meget ambitiøse med 9 planlagte tog i hver retning. Hverdage havde kun 4 daglige forbindelse om sommeren og tre om vinteren.
Korsørbanens køreplan udviste to personførende tog i hver retning og som noget nyt et "varetog", også i hver retning.
Efterhånden som de nye strækninger kom til, udvidedes køreplanerne gradvist, da der var et naturligt behov herfor. Mange tog fremførtes nu også med et nyt begreb, "blandettog". Det vil sige personførende tog, der optog eller afsatte godsvogne på stationerne. Dette gjorde selvfølgelig køretiden længere, men godsmængden til de enkelte stationer, antallet af lokomotiver, og stræningskapaciteten gjorde, at det altså ikke var muligt at indsætte flere "rene" godstog på strækningerne. Men da både godsmængden og persontransporten steg, blev man gradvis nødt til at udbygge de mest belastede strækninger med endnu et spor, så banerne fik dobbeltspor.

### Køreplanen 1879
Den sidste "rene" SJS køreplan for 1. marts 1879 udviser følgende tog:
- Den sjællandske Vestbane (København-Korsør): 1 iltog i hver retning, 1 persontog i hver retning, 3 blandettog til Korsør og 2 modsat, 1 godstog i hver retning. I alt 11 tog. Efter behov kunne indlægges et ekstra godstog begge veje.
- Den sjællandske Sydbane (København-Roskilde-Næstved-Masnedsund): 2 persontog i hver retning og 1 blandettog i hver retning. I alt 6 tog.
- Den sjællandske Nordvestbane (København-Roskilde-Kalundborg): 2 persontog i hver retning og 1 blandettog i hver retning. I alt 6 tog. Mellem København og Roskilde førtes persontogene som del af togene til/fra Masnedsund.
- Den sjællandske Nordbane (København-Hillerød-Helsingør): 1 persontog i hver retning, 3 blandettog i hver retning og 1 persontog i hver retning. I alt 10 tog.
- København-Frederikssundbanen: 1 persontog i hver retning og 2 blandettog i hver retning. I alt 6 tog.

Mærkværdigvis er København-Klampenborgbanen ikke optaget i "Togene på Hovedbanerne", men findes særskilt og udviser 19 tog i hver retning om sommeren og 10 om vinteren. Her kørtes ingen rene godstog, men et antal blandettog.

## Lokomotiver
Nedenstående oversigt omfatter både lokomotiver anskaffet af Det Sjællandske Jernbaneselskab og af de sjællandske statsbaner frem til endelige sammenlægning af maskinafdelingerne i 1892.
Alle lokomotiver fik navne fra begyndelsen i 1847 og frem til 1885. Litra indførtes først i 1871, før da er de forskellige klasser opkaldt efter første lokomotiv af respektive typer.
| Litra             | Nr.                        | Navne | Leveret   | Udrangeret | Producent                                                                           | DSB-litra                                     | Bemærkninger |
| ----------------- | -------------------------- | --- | --------- | ---------- | ----------------------------------------------------------------------------------- | --------------------------------------------- | --- |
| "Odin" (A)        | 1-5                        | Odin, Kjøbenhavn, Sjælland, Danmark, Korsør                                                                                           | 1846-1847 | 1861-1882  | Sharp, Stewart and Company                                                          | -                                             | Sjælland og Danmark genopbygget 1866 som Rota og Hildur. A 1, 3 og 4 omlitreret 1876 til I 61, 62 og 63.                                                                                                 |
| "Thor" (B)        | 6-9                        | Thor, Njord, Baldur, Fenris | 1854      | 1872-1881  | Borsig                                                                              | -                                             | B 7 omlitreret 1879 til F 7. |
| "Skirner" (C)     | 10-11                      | Skirner, Fenris | 1855      | 1881       | Borsig                                                                              | -                                             | 1875 omlitreret til B 10-11, 1879 til F 10-11. |
| "Roeskilde"       | 12-15                      | Roeskilde, Ringsted, Sorø, Slagelse                                                                                                   | 1854      | 1864-1871  | R and W Hawthorn                                                                    | -                                             | |
| "H.C. Ørsted" (C) | 16                         | H.C. Ørsted | 1858      | 1877       | Maschinenfabrik Esslingen                                                           | -                                             | 1875 omlitreret til B 2, 1876 til B 60. |
| A                 | 1-4                        | Rolf, Roar, Bjarke, Helge | 1876-1877 | 1917-1929  | Maschinenfabrik Esslingen                                                           | Litra As 201-204                              | |
| B (I)             | 56-60                      | Tjalfe, Roskva, Vaulundur, Rimfaxe, Yrsa                                                                                              | 1879      | 1899-1917  | Maschinenfabrik Esslingen                                                           | Litra Bs 291-295                              | |
| B (I)             | 80-81                      | - | 1889      | 1917-1918  | Maschinenfabrik Esslingen                                                           | Litra Bs 289-290                              | Bs 290 solgt til Varde-Nørre Nebel Jernbane (VNTJ) og brugt her som nr. 7 til 1926. |
| B (II)            | 85-88                      | - | 1891      | 1918       | John Cockerill                                                                      | Litra Bs 285-288                              | Solgt til Varde-Grindsted Jernbane (VaGJ) og brugt her som nr. 1-4 til 1930. |
| C                 | 6, 8-9, 14, 41-48          | Thor, Baldur, Fenris, Saga, Askur, Embla, Norne, Urda, Gylfe, Gere, Freke, Odin                                                       | 1875-1877 | 1898-1934  | Maschinenfabrik Esslingen                                                           | Litra CS 249, 238-248                         | Cs 246 (ex C 45) bevaret af Danmarks Jernbanemuseum. |
| D                 | 5, 12-13, 38-40            | Vale, Frigga, Skade, Sigyn, Nanna, Fylla                                                                                              | 1870      | 1917-1927  | Beyer, Peacock & Co.                                                                | Litra Ds 211-213, 208-210                     | |
| E                 | 20-37                      | Freja, Ydun, Gerda, Gefion, Hermod, Mimer, Hertha, Dan, Sleipner, Surtur, Valkyrien, Ymer, Tyr, Thrym, Skrymer, Brage, Hødur, Mjølner | 1863-1871 | 1899-1910  | Maschinenfabrik Esslingen (20-35), B & W (36-37)                                    | Litra ES 220-237                              | |
| F                 | 7, 10-11, 49-55, 61, 77-79 | Njord, Skirner, Vidar, Rota, Vanadis, Sif, Uller, Magne                                                                               | 1883-1888 | 1925-1929  | Maschinenfabrik Esslingen (7-10-11, 49-55, 61), Sächsische Maschinenfabrik (77-79)  | Litra Fs 257, 260, 258, 259, 250-256, 261-263 | Kun F 7, 10-11, 49-53 havde navne. |
| G                 | 15-19                      | Stærkodder, Skjold, Loke, Heimdal, Ægir                                                                                               | 1858-1866 | 1892-1897  | Maschinenfabrik Esslingen                                                           | Litra Gs 215-219                              | |
| H                 | 62-70, 82-84, 94-96        | Hugin, Munin, Heidrun, Draupner, Gungner, Alsved, Arvak                                                                               | 1873-1893 | 1933-1956  | Maschinenfabrik Esslingen (64-70, 82-84), Sächsische Maschinenfabrik (62-63, 94-96) | Litra Hs 362-370, 372-373, 371, 374-376       | Kun H 64-70 havde navne. I 1893 leveredes desuden yderligere et lokomotiv direkte som Hs 377. Hs 363 (ex H 63) bevaret af Danmarks Jernbanemuseum. Hs 368 (ex H 68) bevaret af Nordsjællands Veterantog. |
| K                 | 71-76, 97-99               | - | 1886-1893 | 1925-1934  | Schwartzkopff (71-76), Sächsische Maschinenfabrik (97-99)                           | Litra KS 271-279                              | Ks 273 (ex K 73) bevaret af Danmarks Jernbanemuseum. |
| L                 | 89-91                      | - | 1891      | 1928-1934  | John Cockerill                                                                      | Litra Ls 296-298                              | |
| M                 | 92                         | - | 1892      | 1932       | John Cockerill                                                                      | Litra Ms 301                                  | 1895 omlitreret til Ms 361. |

### De første anskaffelser
Da SJS skulle påbegynde bygningen af den første jernbane i Kongeriget Danmark mellem København og Roskilde, havde det overhovedet ikke nogen erfaring med hverken jernbanebygning, drift eller materiel. Derfor måtte ekspertise og erfaringer hentes i udlandet og der var faktisk kun ganske få lande i Europa, der havde en jernbane. Af disse få lande med jernbane skilte England sig ud. Det havde et stort jernbanenet, der spillede en afgørende rolle i landets infrastruktur og dermed industrialiseringen af landet som helhed. Derfor var det naturligt for SJS, at man henvendte sig hér m.h.t. erfaringer om jernbanedrift og ikke mindst lokomotiver. Selvfølgelig forhørte man sig også i Tyskland, men selv hér henviste man til England m.h.t. anskaffelse af lokomotiver. Især Robert Stephensons fabrik blev fremhævet.
Derfor blev valget engelsk med hensyn til trækkraft og anlæg af den første banestrækning mellem København og Roskilde. Men på det personalemæssige område var det tysk. Man skal jo huske på, at Danmark på dette tidspunkt havde meget tætte forbindelser til de forskellige tyske fyrsten- og kongedømmer. De daværende tyske Länder og kongeriget Preussen, var Danmarks største handelspartner. Da valget af maskinchef faldt på tyskeren O.F.A. Busse (den ældre), var det jo også naturligt, at han medbragte egne lokomotivførere, nemlig de herre Stender, Saalbach og Delfo og to togførere fra Kiel-banen, de herre Stannis og Stennese, da Danmark heller ikke hér havde nogen ekspertise. Altså en temmelig tysk-præget maskin- og driftsafdeling. Som et lille kuriosum skal her bemærkes, at den første danske lokomotivfører hed Noreen, men efter endt uddannelse gik han fra banerne og blev tandlæge! Delfo mistede livet den første vinter, da han blev kørt over på Københavns Station. Stender måtte søge anden beskæftigelse, da han var konstant beruset – han blev lokomotivfører for en af entreprenørerne for SJS! Saalbach kørte derimod hæderkronet frem til 1885.
Gennem tiderne har det ofte været skrevet, at de fra England leverede lokomotiver af Sharp-single og Crampton klasserne, var af en dårlig kvalitet, hvilket til dels er uretfærdigt. Man må jo huske på, at lokomotiverne var leverede i jernbanens barndom, hvorfor man hverken havde de erfaringer eller materialer til rådighed som senere. Dette gjaldt især for de engelske Crampton-lokomotiver. Her var det ikke kvaliteten, det var galt med, men snarere, at man fik meget ældre og brugte lokomotiver end de påregnede.
Men med den tilsyneladende indgående kontrakt med Machinenfabrik Esslingen (ME) om eneret på levering af lokomotiver til SJS, skete der en mærkbar ændring i kvaliteten af de leverede lokomotiver til SJS. Den sjællandske maskinpark udviklede sig til at være en særdeles god og fornuftig investering for selskabet. Den var på mange områder forud for sin tid konstruktionsmæssigt. Det bemærkelsesværdige heri var, at efter sammenslutningen af de to statsbaner i 1892, var de nye af DSB selv tegnede typer, ofte med ældre tekniske detaljer end de tidligere sjællandske. Her tænkes på skråfyr, sandkassers placering, Heusingerstyring m.v. Disse ting kom først senere, da DSB efter Maskindirektør O.F.A. Busse (den yngre)'s afgang i 1910 igen lod tyske fabrikker konstruere og bygge DSB trækkraft.

### Navne, litra og numre
Ved jernbanens start i 1847 benævnedes de enkelte lokomotiver kun ved navn, der senere stort set var taget fra den nordiske mytologi. Denne tradition varede helt til 1885. Messingnavnepladen var indledningsvis monteret på siden af kedlen.
Ved åbningen af banen helt til Korsør i 1856, introduceredes også nummersystemet, da der kom flere lokomotivtyper til. Beslutningen om at indføre et nummersystem var dog tilsyneladende allerede taget i 1853, da der bestiltes lokomotiver til den ny banestrækning. Ud over krav til lokomotivernes ydelser samt bemalingsforskrifter står der: "Paa den bageste Flade af Vandreservoiret (på tenderen) over Trækkeapparatet males et Nummer, fra 5 til 13, begge inclusive". Ved nummersystemets indførelse placeres driftsnummer også på siden af kedlen over navnet. Da de forskellige lokomotiver fik monteret førerhuse (oprindelig benævnt "Veirhuse" = vejrhuse ved SJS og DSB-S), blev både nummer og navneplade monteret på siden af førerhusene. Muligvis startede på samme tidspunkt også påsætningen af driftsnummeret på den todelte røgkammerdør.
Efterhånden som der anskaffedes flere og flere forskellige lokomotiver med vidt forskellige ydelser, blev det dog nødvendigt, at indføre et andet system, der lettere gjorde det muligt, at adskille de forskellige typer. Derfor indførte SJS i 1871 som første selskab i Danmark klassificeringen af lokomotiver. Klassificeringssystemet blev senere også indført ved DSB-JF og senere overtaget og videreført ved DSB, men her benævnedes det litreringssystemet. Fra ca. 1890 ændrede DSB-S også betegnelsen "klasse" til "litra". Klassebetegnelsen var påsat lokomotiver på førerhussiderne med messingbogstaver.
Ved den fuldstændige sammenlægning af de to statsbaner i 1892, fik de litra der havde bogstavbetegnelsen fælles med de ved DSB-JF indførte litrabetegnelser, tilføjet et "s" til hovedlitra. F.eks. blev DSB-S klasse F til DSB litra Fs. Samtidig hermed ændredes nummersystemet og de sjællandske lokomotiver blev indført i den af DSB-JF startede nummerrækkefølge. Alle maskiner blev omnummerede hovedsageligt i serien 2xx, for H-maskinerne dog i 3xx. De fleste af lokomotiverne fik simpelthen cifferet 2 eller 3 foran det hidtidige nummer. Men, da flere af de sjællandske typer ikke havde sammenhængende nummerering, benyttede man lejligheden til at bringe dem sammen, hvilkede bevirkede, at flere af disse lokomotiver fik helt nye numre.
Placeringen af nummer og klassebetegnelse ændredes til malede tal og bogstaver og placeredes på midten af førerhussiden under brystningslisten som ved det tidligere DSB-JF. Lokomotiv individnummer påsattes røgkammerdøren eller derover i form af en oval kobberplade. Den tilkoblede tender, der hidtil havde haft en selvstændig nummerering, fik samme nummer som det lokomotiver det var tilkoblet på det tidspunkt, med nummeret placeret på begge sider af bagvæggen på tenderen. Til sidstnævnte skal det dog bemærkes, at enkelte tendere indtil flere år efter sammenlægningen bibeholdt det enkelte store driftsnummmer placeret på midten over pufferplanken over trækapperatet.
Klassificeringssystemet stod første gang omtalt i de ligeledes i 1871 indførte Driftsmaterielfortegnelser (DRM). Yderligere anførtes i "Kjøreplanen for Ansatte" deres anvendelsesområde. I en af de sidste fra sjællandske distrikt pr. 01. 01. 1890 er disse beskrevet således:
"Lokomotiverne ere efter deres Konstruktion inddelte ved Litrabetegnelser A – H og K i 9 Grupper.
- Lokomotiver for svære baner ere Litra A, C – G og K.
- Lokomotiver for lette Baner ere Litra B
- Rangeringslokomotiver ere Litra H".

I 1892 skulle litra Ls have været tilføjet under lokomotiver for lette baner og Ms under rangerlokomotiver, men det nåede man ikke pga. helt nye fælles DRM for det ny DSB.

### Bemaling og andre kendetegn
Af andre særkendetegn for sjællandske lokomotiver var den udadbøjede kobberring på toppen af den cylindriske skorsten. Denne kobberring blev benævnt en skorstenshat. Den tjente ikke til noget andet end pynt. Helt op til og med leveringen af klasse M i 1892, blev alle lokomotiver til hhv. SJS, SSB og DSB-S – minus VALE-klassen – leverede med cylindrisk skorsten og skorstenshat.
Fra 1885 begyndte man efter DSB-JF mønster, at påsætte skorstenen de danske nationalfarver, rød-hvid-rød, i et bånd (slipset) rundt om skorstenen. I 1889 var slipset påsat alle lokomotiver i det værende Sjællandske distrikt. Først efter den endelige sammenslutning i 1892, begyndte man at udskifte skorstenen med en konisk "DSB skorsten" uden skorstenshat. I perioden mellem 1885 og frem til ca. lige efter århundredeskiftet, kunne man se sjællandske lokomotiver med både skorstenshat og slips.
Bemalingen af de første Sharp-lokomotiver til SJS ved man faktisk ikke noget om og de angivelser der hidtil har været, beror mere på antagelser end reelle informationer. De har dog højst sandsynligt været bemalet efter engelsk mønster. Først i 1853 findes en beskrivelse af, hvordan de kommende lokomotiver af Crampton-typen skulle bemales.
Her står: "Maskinerne bør males og lakeres førend de afleveres til Jernbaneselskabet. Kjedlen, Hovedrammerne, Cylindrene, Gliderkasserne og hjulene skulle have en mørkegrøn Broncefarve; alle øvrige dele der ikke ere blankt bearbejdede, erholde en sort farve".
Da man søgte at opnå en ensartethed i bemalingen, er det derfor sandsynligt, at man har taget bemalingsmåden fra de først leverede Sharp-lokomotiver, hvorfor det må antages, at Sharp-lokomotiver havde dette bemalingsmønster. På de billeder der findes af Crampton-lokomotiver kan der dog ses, at der er stafferinger på tenderen og på drivhjulets hjulskærm. Disse kunne være sorte, men det vides ikke med sikkerhed.
Da SJS fik tyske lokomotiver fra ME, overtoges gradvist den tyske bemaling af alle SJS lokomotiver. Det har tidligere været antaget, at hjulstjerner og nav var rødmalede, men i anskaffelsesspecifikationerne for 1864 af lokomotiver står der ganske tydeligt:
"Locomotiverne og Tenderne skulle males og lakeres paa det Omhyggeligste og Varigste. Kjedlen, Domen, Røgkassen (Røgkassen er den oprindelige betegnelse for røgkammer ved SJS og DSB-S), Veirhuset o.s.v. ved Locomotiverne og Tenderne males sort og forsynes paa tilsvarende steder med smalde 1/8" à 1/4" brede carminrøde streger, Locomotivernes Længderammer saavelsom alle Hjulene males brune".
Tilsyneladende bibeholdes denne favekombination også efter statens overtagelse i 1880, da der i en skrivelse i 1883 står:
"Locomotiven und Tender werden sehe sorgfältig und dauerhaft bemalt und lackiert. Der Kessel, Dom, Sandkasten, die Rauchkammer und das Wetterhaus das Lokomotiven sowie die Tender werden Schwartz gemalt und an den entsprechenden stellen mit 1/8" bis 1/4" breiten roten Zierstriefen; die Langrahmen, Cylinderbekliedungen und Räder erhalten eine hellbrauner Farbe".
Det nye her er, at cylinderbeklædningspladerne også her er malet brune, eller sagt på en anden måde, alt under fodpladen skulle være brunt. Om Crampton-lokomotiver senere blev ommalet i den sort/brune farve vides ikke. Indledningsvis var kobberringene rundt om dampdomen og skorstenens hat blankpudsede. Først efter den endelige sammenlægning i 1892 ændredes farveskemaet, således at hjulnav, rammer og hjulstjerner blev sortmalede, men der er sikkert gået flere år indtil det var fuldstændigt gennemført.
Omkring århundredeskiftet får nogle af de store toglokomotiver af litra Ds, Fs og Ks monteret skrå sneplader på banerømmerne.

### Overgangen til DSB
Den ny DSB-maskinchef ønskede at standardisere lokomotiver- og vognmateriellet. Det vil sige, at han ønskede få typer anskaffet i større antal. Denne standardisering var dog faktisk allerede påbegyndt før sammenlægningen af de to maskinafdelinger, nemlig da O.F.A. Busse (den yngre) var maskinchef ved DSB-JF. Derfor fortsatte han udviklingen af de jyske typer han var begyndt med. Kun litra Hs fik lov til at blive genanskaffet ved en levering i 1893. At denne type så dannede forbillede for DSB's nye rangerlokomotiver af litra Hs II, kan vel kun tages som et skulderklap til de sjællandske konstruktioner, især når man påtænker, hvor ivrig Busse var, for at få indført "sine" jyske standard typer, der startede med DSB-JF litra A.
I årsberetningen for Danske Statsbaner, Sjællandske distrikt 1892/93 overgik således til det ny DSB:
- 63 Persontogslokomotiver for svære baner
- 5 Godstogslokomotiver for svære baner
- 17 Blandettogslokomotiver for lette baner
- 3 Godstogslokomotiver for lette baner
- 17 Lokomotiver for rangertjeneste

I alt 105 lokomotiver med 85 tendere.